# Provincia di Kocaeli
La provincia di Kocaeli (in turco Kocaeli ili) è una provincia della Turchia. Essa è una delle tre province della Turchia che non prende il nome dal suo comune capoluogo. Dal 2012 il suo territorio coincide con quello del comune metropolitano di Kocaeli (Kocaeli Büyükşehir Belediyesi).

## Geografia fisica
La provincia di Kocaeli si trova nella parte asiatica della regione di Marmara. Confina con le province di Istanbul, Sakarya, Yalova e Bursa.

## Storia
Il 17 agosto 1999 la provincia è stata colpita da un terremoto di magnitudo 7.4 che ha causato oltre 17000 morti.

## Distretti

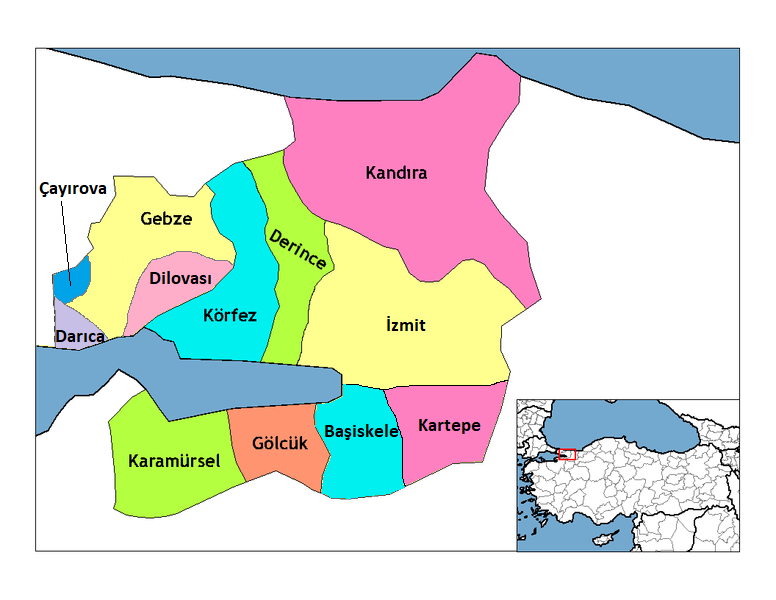
Distretti della provincia di Kocaeli

La provincia è divisa in 12 distretti:
- İzmit (centro)
- Başiskele
- Çayırova
- Darıca
- Derince
- Dilovası
- Gebze
- Gölcük
- Kandıra
- Karamürsel
- Kartepe
- Körfez

Fanno parte della provincia 46 comuni e 269 villaggi.
Fino al 2012 il comune metropolitano di Kocaeli (altrimenti noto con il nome del suo centro, İzmit)  era costituito dai soli centri urbani di tutti i distretti della provincia.